# Bornoncle de Sant Pèire
Bournoncle-Saint-Pierre és un municipi francès situat al departament de l'Alt Loira i a la regió d'Alvèrnia-Roine-Alps. L'any 2007 tenia 1.004 habitants.

## Demografia

### Població
El 2007 la població de fet de Bournoncle-Saint-Pierre era de 1.004 persones. Hi havia 444 famílies de les quals 152 eren unipersonals (52 homes vivint sols i 100 dones vivint soles), 136 parelles sense fills, 128 parelles amb fills i 28 famílies monoparentals amb fills.
La població ha evolucionat segons el següent gràfic:
Habitants censats

### Habitatges
El 2007 hi havia 583 habitatges, 457 eren l'habitatge principal de la família, 68 eren segones residències i 58 estaven desocupats. 445 eren cases i 137 eren apartaments. Dels 457 habitatges principals, 291 estaven ocupats pels seus propietaris, 155 estaven llogats i ocupats pels llogaters i 11 estaven cedits a títol gratuït; 2 tenien una cambra, 30 en tenien dues, 94 en tenien tres, 133 en tenien quatre i 198 en tenien cinc o més. 187 habitatges disposaven pel capbaix d'una plaça de pàrquing. A 212 habitatges hi havia un automòbil i a 198 n'hi havia dos o més.

### Piràmide de població
La piràmide de població per edats i sexe el 2009 era:
| Homes | Edats   | Dones |
| ----- | ------- | ----- |
| 0     | 95 o +  | 4     |
| 4     | 90 a 94 | 8     |
| 8     | 85 a 89 | 12    |
| 4     | 80 a 84 | 4     |
| 24    | 75 a 79 | 24    |
| 12    | 70 a 74 | 44    |
| 24    | 65 a 69 | 12    |
| 32    | 60 a 64 | 36    |
| 32    | 55 a 59 | 40    |
| 32    | 50 a 54 | 24    |
| 48    | 45 a 49 | 48    |
| 16    | 40 a 44 | 36    |
| 28    | 35 a 39 | 32    |
| 48    | 30 a 34 | 32    |
| 24    | 25 a 29 | 20    |
| 24    | 20 a 24 | 24    |
| 24    | 15 a 19 | 28    |
| 24    | 10 a 14 | 36    |
| 8     | 5 a 9   | 48    |
| 20    | 0 a 4   | 16    |

## Economia
El 2007 la població en edat de treballar era de 642 persones, 478 eren actives i 164 eren inactives. De les 478 persones actives 433 estaven ocupades (236 homes i 197 dones) i 45 estaven aturades (11 homes i 34 dones). De les 164 persones inactives 60 estaven jubilades, 43 estaven estudiant i 61 estaven classificades com a «altres inactius».

### Ingressos
El 2009 a Bournoncle-Saint-Pierre hi havia 454 unitats fiscals que integraven 982,5 persones, la mediana anual d'ingressos fiscals per persona era de 15.774 €.

### Activitats econòmiques
Dels 37 establiments que hi havia el 2007, 2 eren d'empreses alimentàries, 2 d'empreses de fabricació d'altres productes industrials, 8 d'empreses de construcció, 8 d'empreses de comerç i reparació d'automòbils, 9 d'empreses de transport, 3 d'empreses d'hostatgeria i restauració, 4 d'entitats de l'administració pública i 1 d'una empresa classificada com a «altres activitats de serveis».
Dels 12 establiments de servei als particulars que hi havia el 2009, 1 era una oficina de correu, 1 taller de reparació d'automòbils i de material agrícola, 2 paletes, 2 guixaires pintors, 1 fusteria, 3 electricistes, 1 perruqueria i 1 restaurant.
Dels 2 establiments comercials que hi havia el 2009, 1 era una fleca i 1 una botiga de roba.
L'any 2000 a Bournoncle-Saint-Pierre hi havia 19 explotacions agrícoles que ocupaven un total de 1.027 hectàrees.

## Equipaments sanitaris i escolars
L'únic equipament sanitari que hi havia el 2009 era una farmàcia.
El 2009 hi havia una escola elemental.

## Poblacions més properes
El següent diagrama mostra les poblacions més properes.